# Dánská královská knihovna
Dánská královská knihovna (dánsky Det Kongelige Bibliotek) je dánská národní knihovna se sídlem v Kodani, největší z knihoven severských států. Ve sbírkách knihovny se nachází veškeré tisky dánské provenience od 17. století do současnosti.

## Historie
Knihovna vznikla za vlády Frederika III. v 50. letech 17. století. Vlastní budovu získala v roce 1673, v této budově dnes sídlí Říšský archiv (Rigsarkivet). V roce 1763 byla knihovna pod vedením knihovníka Daniela Gotthilfa Moldenhawera zpřístupněna veřejnosti. Další budova, kam se knihovna přestěhovala a která je dodnes využívána vznikla v roce 1906 pod vedením architekta Hanse J. Holma na kodaňském ostrůvku Slotsholmen. Budova imituje severoitalskou středověkou a raně renesanční architekturu, bere si inspiraci také z kaple Karla Velikého v Cáchách. K této budově v letech 1966–1968 a 1979–1980 byly přistavovány dílčí rozšíření.
V roce 1989 došlo ke sloučení knihovny Kodaňské univerzity s Královskou knihovnou. V roce 1999 byla přistavěna nová moderní budova na Slotsholmenu od studia schmidt hammer lassen architects jejímž typickým znakem jsou ostré hrany a černá fasáda. Tato budova je nazvána Černý diamant (Den sorte diamant). V budově jsou jak knihovní depozitáře, tak koncertní sál.
V současnosti vedle hlavní budovy na Slotsholmu existují dvě oddělené speciálně zaměřené pobočky knihovny. Jedna zaměřená na právo a sociální vědy na Fiolstræde (budova otevřena v roce 1861 jako univerzitní knihovna) a druhá zaměřená na duchovní vědy na ostrově Amager.

## Významné sbírky
Mezi významnou položku knihovny patří rukopisy. V současnosti jich knihovna uchovává okolo 35 000 a vedle toho přes milion dopisů (ve správě Oddělení manuskriptů a vzácných tisků). Svoje sbírky knihovna získala z nákupů a hlavně dary soukromých osob a šlechtických knihoven. K tomu došlo na počátku, kdy král odkázal do začátku soukromou knihovnu, v roce 1785 odkázal svoji knihovnu hrabě Otto Thott, v roce 1796 P. F. Suhm. V 19. století do knihovny přibyla sbírka Petera Uldalla a Abrahama Kalla. V roce 1927 byla včleněna knihovna ze zámku Ledreborgu a v roce 1938 rukopisy z univerzitní knihovny. V knihovně se dále nachází sbírka Arnamagnæan islandského vzdělance Árni Magnússona, rukopisy a dopisy Hanse Christiana Andersena, archiv Sørena Kierkegaarda.
V knihovně se také nachází bohemika, která se do knihovny dostala jako dar Švédska z válečné kořisti dovezené z Čech po třicetileté válce.

### Muzeum fotografie
Oddělení obsahuje 17 900 000 tisků a fotografií.